# Гай Бруттій Пресент (консул 217 року)
Гай Бруттій Пресент (лат. Gaius Bruttius Praesens; ? — після 217) — державний діяч часів Римської імперії, консул 217 року.

## Життєпис
Походив із патриціанського роду Бруттіїв. Син Луція Бруттія Квінція Криспіна, консула 187 року. Успішно розпочав свою кар'єру завдяки становищу своєї родини, що породичалася з імператорською династією Антонінів. Втім після страти батька у 189 році був відсторонений від політичних справ.
За часів імператора Луція Септимія Севера відновив політичну діяльність. 199 року увійшов до жрецької колегії саліїв. Тоді ж увійшов до складу римського сенату. У 217 році став консулом, разом із Титом Мессієм Екстрикатом. Подальша доля невідома.

## Родина
- Гай Бруттій Пресент, консул 246 року